# Me and My Broken Heart
"Me and My Broken Heart" là một bài hát của nhóm nhạc nam đến từ Anh - Rixton. Viết lời bởi Benny Blanco, Ammar Malik, Steve Mac, Wayne Hector, và Rob Thomas, "Me and My Broken Heart" được phát hành vào ngày 14 tháng 3 năm 2014 như là một đĩa đơn chính trong album phòng thu đầu tiên sắp được phát hành của nhóm.

## Bối cảnh và ra mắt
Hai thành viên của nhóm là Jake Roche và Danny Wilkin đã viết nhạc trong một chiếc xe của bố mẹ Wilkin vào ba năm trước khi nhóm chính thức được thành lập. Sau khi được giới thiệu về Charley Bagnall thông qua những người bạn chung, ba người gặp Lewi Morgan để sau đó thành lập nên nhóm Rixton. Sau khi có được lượng lớn người ủng hộ trên YouTube nhờ hát lại những ca khúc nổi tiếng của Taylor Swift, Chris Brown và Rita Ora giữa những người khác, nhóm được ký hợp đồng với Interscope Records và 3 công ty con thuộc nhãn hiệu thu âm này bởi giám đốc tài năng Scooter Braun và nhạc sĩ/nhà sản xuất thu âm, Benny Blanco. Khi được hỏi về việc ký hợp đồng với nhãn hiệu thu âm và những kinh nghiệm trong đĩa đơn mở rộng đầu tiên, Rixton nói rằng, "Quả là khác hẳn khi từ viết nhạc trong xe của Danny đến nhìn mọi người nghe nhạc của mình. Chúng tôi đã làm việc rất chăm chỉ và đang thu âm cho EP. Những bài hát thật sự rất sôi động và chúng tôi nghĩ có một thứ gì đó dành cho mọi người đây!".
Sau khi làm việc với Benny Blanco trong phòng ghi âm, "Me and My Broken Heart" đã được phát hành như một đĩa đơn chính trong album phòng thu đầu tay sắp được phát hành của nhóm vào ngày 14 tháng 3 năm 2014. Đĩa đơn mở rộng đầu tiên của nhóm, cũng có tựa là Me and My Broken Heart sau đó được phát hành vào ngày 18 tháng 3 năm 2014. "Me and My Broken Heart" được phát hành trên radio vào ngày 11 tháng 3 năm 2014 ra mắt lần đầu tiên trên "KIIS FM" tại Los Angeles trong một chương trình của JoJo Wright.

## Sản xuất
"Me and My Broken Heart" thêm vào một vài đoạn trong đĩa đơn năm 2005 của Rob Thomas, "Lonely No More". Thành viên của nhóm là Jake Roche nói trên một bài báo của Billboard: "Chúng tôi là fan hâm mộ cuồng nhiệt của anh ta, vì vậy chúng tôi đã có rất nhiều cảm hứng từ anh và muốn tặng anh ấy một sự bất ngờ". Mặc dù Thomas đã khẳng định về việc sử dụng lại này nhưng "Me and My Broken Heart" vẫn bị chỉ trích vì sử dụng lại những yếu tố trong bài hát của Thomas.

## Video âm nhạc
Video âm nhạc đi kèm của ca khúc, có độ dài khoảng 3 phút 16 giây, đã được phát hành vào ngày 27 tháng 3 năm 2014 thông qua tài khoản Vevo của nhóm trên YouTube. Video âm nhạc được thực hiện bởi đạo diễn Cameron Duddy, người đã từng làm việc với Bruno Mars và OneRepublic. Video tập trung diễn tả các thành viên trong nhóm, những người mà "chịu thua những cô gái xinh đẹp nhưng lừa đảo".

## Biểu diễn trực tiếp
Vào tháng 4 năm 2014, nhóm đã biểu diễn ca khúc tại đêm live show thứ hai của chương trình The Voice. Vào tháng 5 năm 2014, nhóm xuất hiện trên tivi lần đầu tiên khi tham gia một talk show, và trình diễn ca khúc trong chương trình The Ellen DeGeneres Show.

## Danh sách bài hát
| Đĩa đơn tải về kĩ thuật số | Đĩa đơn tải về kĩ thuật số | Đĩa đơn tải về kĩ thuật số                                       | Đĩa đơn tải về kĩ thuật số |
| STT                        | Nhan đề                    | Sáng tác                                                         | Thời lượng                 |
| -------------------------- | -------------------------- | ---------------------------------------------------------------- | -------------------------- |
| 1.                         | "Me and My Broken Heart"   | Benjamin Levin, Ammar Malik, Steve Mac, Wayne Hector, Rob Thomas | 3:13                       |

| Đĩa đơn mở rộng tải về kĩ thuật số / Đĩa đơn mở rộng dạng đĩa | Đĩa đơn mở rộng tải về kĩ thuật số / Đĩa đơn mở rộng dạng đĩa | Đĩa đơn mở rộng tải về kĩ thuật số / Đĩa đơn mở rộng dạng đĩa         | Đĩa đơn mở rộng tải về kĩ thuật số / Đĩa đơn mở rộng dạng đĩa |
| STT                                                           | Nhan đề                                                       | Sáng tác                                                              | Thời lượng                                                    |
| ------------------------------------------------------------- | ------------------------------------------------------------- | --------------------------------------------------------------------- | ------------------------------------------------------------- |
| 1.                                                            | "We All Want the Same Thing"                                  | Benjamin Levin, Ammar Malik, Dan Omelio, Joshua Coleman, Jacob Kasher | 3:45                                                          |
| 2.                                                            | "Hotel Ceiling"                                               | Levin, Ed Sheeran                                                     | 3:10                                                          |
| 3.                                                            | "Me and My Broken Heart"                                      | Levin, Malik, Mac, Hector, Thomas                                     | 3:13                                                          |
| 4.                                                            | "Appreciated"                                                 | Levin, Ross Golan                                                     | 3:53                                                          |

## Bảng xếp hạng
| Bảng xếp hạng (2014)               | Vị trí cao nhất |
| ---------------------------------- | --------------- |
| Úc (ARIA)                          | 43              |
| Canada (Canadian Hot 100)          | 17              |
| Phần Lan (Suomen virallinen lista) | 13              |
| Pháp (SNEP)                        | 171             |
| Thụy Điển (Sverigetopplistan)      | 33              |
| US Billboard Hot 100               | 14              |
| US Adult Contemporary (Billboard)  | 21              |
| US Adult Pop Songs (Billboard)     | 6               |
| US Pop Songs (Billboard)           | 6               |